# グアニジンチオシアン酸塩
グアニジンチオシアン酸塩（またはチオシアン酸グアニジニウム、イソチオシアン酸グアニジニウム、GITC）は、チオシアン酸のグアニジン塩である。  
タンパク質変性剤（カオトロピック剤）として利用される化合物の一つである。細胞からDNAやRNAを抽出する際に、核酸保護剤として機能する。 
グアニジニウムカチオン[CH6N3]+を含むグアニジン共役酸であるため、グアニジンチオシアネートとも呼ばれる。 

## 用途
グアニジニウムチオシアネートは、1918年の「スペイン風邪」の原因となったインフルエンザウイルスなどのウイルスの不活性化に利用できることが知られている。 
チオシアン酸グアニジニウムは、RNAおよびDNA抽出で細胞およびウイルス粒子を溶解するためにも使用される。溶解作用に加えて、RNase酵素およびDNase酵素の変性によりそれらの活性を妨げる機能もあり、これらの酵素による抽出物の損傷を防止できる。 
一般的に使用される方法は、 チオシアン酸グアニジニウム-フェノール-クロロホルム抽出である。ただし、DNAサザンブロット法やRNAノーザンブロット法では、メンブレンへの転写後のゲル電気泳動によりタンパク質とRNA/DNAは分離されるため、フェノールまたはクロロホルムの使用は厳密には必要ない。さらに、これらの方法はプローブを使用してコンジュゲートに結合するため、ペプチドがRNaseまたはDNaseあるいは酵素が再生する場合でない限り、プロセスを通過するペプチドは問題にならない。高温極限環境に生息する生物種が持つ一部の酵素のように、異常な状況下でも安定した状態を保つ酵素については、例外的に利用できない可能性がある。 